# Tower / Microphone
Tower / Microphone è un album di Teho Teardo pubblicato nel 2005 dalla Final Muzik ed uscito a 15 anni di distanza dal suo precedente lavoro da solista.

## Tracce
1. t/m
2. Fifteen Minutes Without Ego
3. New Trio Four
4. I've Seen A Bear
5. Untitled